# Charlotte Brontëová
Charlotte Brontëová, nepřechýleně Brontë (21. dubna 1816 Thornton – 31. března 1855 Haworth) byla anglická spisovatelka, třetí nejstarší z pěti sester Brontëových.  Její romány se, stejně jako romány jejích dvou mladších sester Emily a Anne, počítají ke stěžejním romantickým dílům anglické literatury.

## Život
Narodila se ve vesnici Thornton poblíž Bradfordu v rodině anglikánského kněze irského původu Patricka Brontëho (1777–1861, jeho rodné jméno bylo Brunty). V roce 1820 se rodina přestěhovala do Haworthu, kde byl Patrick Brontë jmenován vikářem. Roku 1824 byla se svými čtyřmi sestrami poslána do dívčí školy v Cowan Bridge v Lancashire; tuto školu později popsala ve svém nejznámějším románu Jana Eyrová (Jane Eyre). Chudé poměry, v nichž tam žila, ovlivnily její zdraví a psychický vývoj a uspíšily smrt jejích dvou starších sester, Mary a Elizabeth, které obě zemřely v roce 1825 na tuberkulózu. Vrátila se tedy domů na faru v Haworthu, kde začala spolu se sestrami Emily a Anne a bratrem, básníkem Branwellem Brontëm, popisovat životy a potíže obyvatel svých imaginárních království. Charlotte a Branwell psali povídky o své zemi Angrii a Emily a Anne články a básně o své – Gondalu. Příběhy byly velmi propracované a vzájemně spjaté – část rukopisů se dochovala dodnes. Tento zájem je upoutal po dobu jejich dětství a dospívání a připravil je pro jejich pozdější literární život.
Charlotte pokračovala ve studiu na škole v Mirfieldu v letech 1831–1832. Zde potkala mnoho svých celoživotních přátel. V roce 1833 publikovala pod pseudonymem Wellesley relativně bezvýznamnou novelu The Green Dwarf (Zelený skřítek), později se živila jako učitelka a guvernantka v mnoha rodinách po celém Yorkshire. V roce 1842 Charlotte a Emily odcestovaly do Bruselu, kde dostaly zaměstnání v penzionátu – Charlotte učila angličtinu, Emily hudbu. V říjnu 1842 Charlotte odjela zpět do Anglie, nicméně v lednu 1843 se do penzionátu vrátila. Druhý pobyt ale byl velmi nešťastný, stýskalo se jí po domově. V lednu 1844 se tedy vrátila do Haworthu. Zkušenosti z penzionátu zúročila v románech Profesor a Villette.
V květnu 1846 sestry Brontëovy společně publikovaly básnickou sbírku pod mužskými pseudonymy Currer, Ellis a Acton Bellovi. Ačkoliv sbírka byla mimořádně neúspěšná (prodaly se pouze dva výtisky), sestry se rozhodly pokračovat v literární tvorbě psaním románů (které Charlotte publikovala pod jménem Currer Bell, které bylo patrně vypůjčené od jiné – blíže neznámé – osoby, není ani známo, zda je toto jméno míněno jako mužské či ženské). Kritika její romány odsoudila jako brakové.
V září 1848 zemřel její bratr Branwell Brontë, jediný syn rodiny, na tuberkulózu a celkovou sešlost, posílenou drogovou závislostí na opiu s kodeinem a silným alkoholismem. Na tuberkulózu brzy poté zemřely také Emily Brontëová (v prosinci 1848) a Anne Brontëová (v květnu 1849).
Po smrti svých sourozenců Charlotte Brontëová žila sama se svým otcem. Oslněna vidinou nesmírného úspěchu, který měl vzejít z Jany Eyrové, několikrát navštívila Londýn a začala se pohybovat ve vznešenějším prostředí, spřátelila se s lidmi jako Harriet Martineau, Elizabeth Gaskell, William Makepeace Thackeray a George Henry Lewes. Nikdy se už nevrátila do Haworthu na víc než několik týdnů.
V červnu 1854 se Charlotte Brontëová provdala za Arthura Bella Nichollse, pomocného kněze jejího otce – vikáře. Její úmrtní list označuje za příčinu její smrti tuberkulózu, podle pozdějších výzkumů se však jednalo o vysílení následkem nadměrného zvracení v době těhotenství (Hyperemesis gravidarum). Existují také domněnky, že mohla zemřít na tyfus, který mohla dostat od Tabithy Ackroydové, své služebné, která zemřela na tyfus krátce předtím. Byla pohřbena v rodinné hrobce v Haworthu.

## Romány
- Jana Eyrová (1847, v originále Jane Eyre)
- Shirley (1849)
- Villette (1853)[4][5][6][7]
- Profesor (publikováno posmrtně 1857, napsáno ještě před Janou Eyrovou, v originále The Professor)

Všechny romány Charlotte Brontëové byly přeloženy do češtiny, některé dokonce vícekrát.

## Ostatní
- Básně Currera, Ellise a Actona Bella (Poems by Currer, Ellis and Acton Bel, 1846), společná sbírka básní sester Brontëových vydaná pod pseudonymem.

## Životopisné filmy
- Charlotte Brontëová (org. Charlotte Brontë Unmasked) – britský dokument z roku 1999.